# Nagaon
Nagaon là một thành phố và là nơi đặt ban đô thị (municipal board) của quận Nagaon thuộc bang Assam, Ấn Độ.

## Nhân khẩu
Theo điều tra dân số năm 2001 của Ấn Độ, Nagaon có dân số 107.471 người. Phái nam chiếm 53% tổng số dân và phái nữ chiếm 47%. Nagaon có tỷ lệ 77% biết đọc biết viết, cao hơn tỷ lệ trung bình toàn quốc là 59,5%: tỷ lệ cho phái nam là 81%, và tỷ lệ cho phái nữ là 73%. Tại Nagaon, 10% dân số nhỏ hơn 6 tuổi.